# Enjoy Yourself
Enjoy Yourself is het tweede album van de Australische zangeres Kylie Minogue, uitgebracht in 1989.
Het lukte Minogue om met dit album wederom commercieel succes te boeken. Het album bereikte de eerste plaats in de hitlijsten van het Verenigd Koninkrijk, Ierland en Hong Kong.
Na het succes van debuutalbum Kylie nam Minogue in 1989 dit album op, wederom onder productie van Stock, Aitken & Waterman. Op de cover van het nummer Tears on my pillow na, zijn alle nummer geschreven door dit trio.
De reguliere uitgave van het album bevat tien nummers. In de uitgave voor de Verenigde Staten is, op het laatste moment Especially for you, het succesvolle duet met Jason Donovan aan de tracklist toegevoegd.

## Tracklist
1. "Hand on Your Heart" - 3:54
2. "Wouldn't Change a Thing" - 3:17
3. "Never Too Late" 3:27
4. "Nothing to Lose" - 3:24
5. "Tell Tale Signs" - 2:29
6. "My Secret Heart" - 2:44
7. "I'm Over Dreaming (Over You)" - 3:27
8. "Tears on My Pillow" - 2:33
9. "Heaven And Earth" - 3:47
10. "Enjoy Yourself" - 3:43

- "Especially for you" (duet met Jason Donovan) - 4:04 (enkel op de VS-uitgave)